# Forum, Zadar

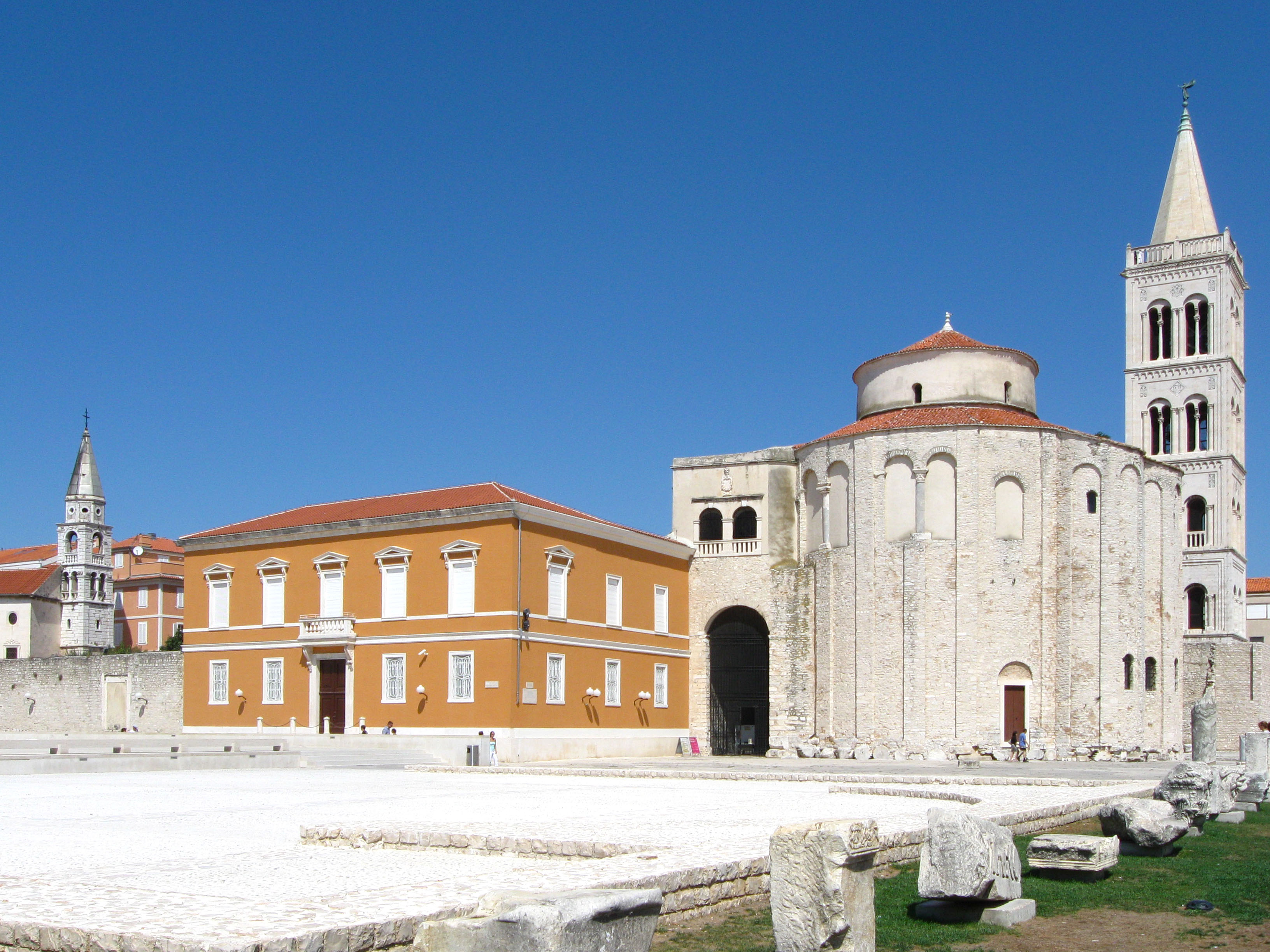
Forum år 2011. På bilden syns även Sankt Donatus kyrka.

Forum är ett torg i Zadar i Kroatien. Det är beläget vid Sankt Donatus kyrka i Zadars historiska stadskärna och anlades av romarna under 000-talet f.Kr.–200-talet e.Kr. Torget mäter 45 x 90 meter och hör till de bästa exemplen på ett romerskt forum (torg) vid den östra adriatiska kusten. En inskription på torgets brunn som lyder Augustus, Illyriens prokonsul vittnar om att torgets anläggning påbörjades så tidigt som i det andra decenniet av det första århundradet.  
Forum omgavs tidigare på tre sidor av portiker med marmorkolonner och i dess sydvästra del fanns tempel tillägnade Jupiter, Juno och Minerva. I dess nordvästra hörn finns en två meter hög pelare som under medeltiden användes som en skampåle. Under senantiken lades grunden till de första kristna byggnaderna. De kom senare att forma biskopskomplexet och basilikan med tillhörande annex. 

### Fotnoter
1. 1 2 3  Zadars turistförening (engelska)